# José María Yerovi Pintado
José María de Jesús Yerovi OFM Obs. de nombre secular José María Yerovi (Quito, 12 de abril de 1819-Quito, 20 de junio de 1867) fue un abogado, canonista, eclesiástico y político católico ecuatoriano, arzobispo de Quito, desde abril hasta su fallecimiento en junio de 1867.

## Biografía

### Familia
Nació y fue bautizado el 12 de abril de 1819, en la ciudad de Quito. Hijo del agricultor, Joaquín Yerovi y Camacho, y de Josefa Pintado y Fajardo, cuyos orígenes provienen de la localidad del País Vasco. Sus padres fueron miembros de la clase media quiteña.
A los ocho años, recibió su primera comunión.

### Formación
Recibió sus primeras enseñanzas en su casa de forma privada de parte de sus padres, quienes no disponían de recursos para darle una buena educación.
En 1825 ingresó a la escuela que regentaban los mercedarios. En 1830 se matriculó en el Convictorio de San Fernando, regentado por los dominicos, donde estudió y profundizó en Latinidad, Filosofía, Gramática, Literatura, Geografía, Historia, Física, Matemáticas, Humanidades y Religión. Allí aprobó los tres primeros años de Latinidad (1829-1832) y los tres segundos de Filosofía (1832-1835). En 1835 rindió el grado de bachiller en Filosofía y por sus altas calificaciones fue exonerado del pago de derechos. 
En septiembre de ese mismo año, comenzó sus estudios de Derecho en la Universidad de Santo Tomás. En julio de 1839 culminó sus estudios de Derecho, pero tuvo que esperar hasta el año siguiente para poder —de acuerdo con las leyes de educación vigentes en dicha época— rendir el grado de bachiller en Jurisprudencia.

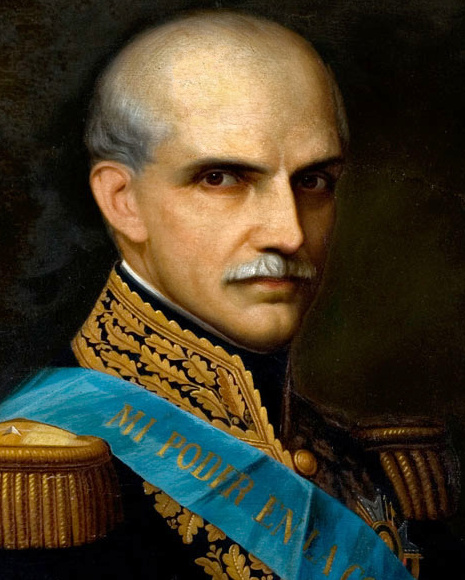
Gabriel García Moreno, compañero y amigo de Yerovi.

El 15 de julio de 1840, rindió su grado de licenciado en Jurisprudencia con la máxima calificación, y se matriculó en la secretaría de la Corte Suprema para iniciar la práctica forense, realizando sus primeras prácticas en el bufete de Ramón Borja Escorza, conjuntamente con Gabriel García Moreno.
Luego y en cumplimiento de dichas leyes, continuó estudios de Humanidades superiores en el Convictorio, de donde egresó el 30 de mayo de 1842. El 25 de febrero de 1843, obtuvo el doctorado in utroque jure. Al año siguiente, el 8 de agosto de 1844, fue investido como abogado, incorporándose en el gremio de Abogados de la República, ante la Corte Suprema de Justicia. 
Entonces, —como era de rigor en esa época— la Corte Suprema lo nombró para desempeñar el cargo de abogado de pobres.

#### Viaje a Cuicocha

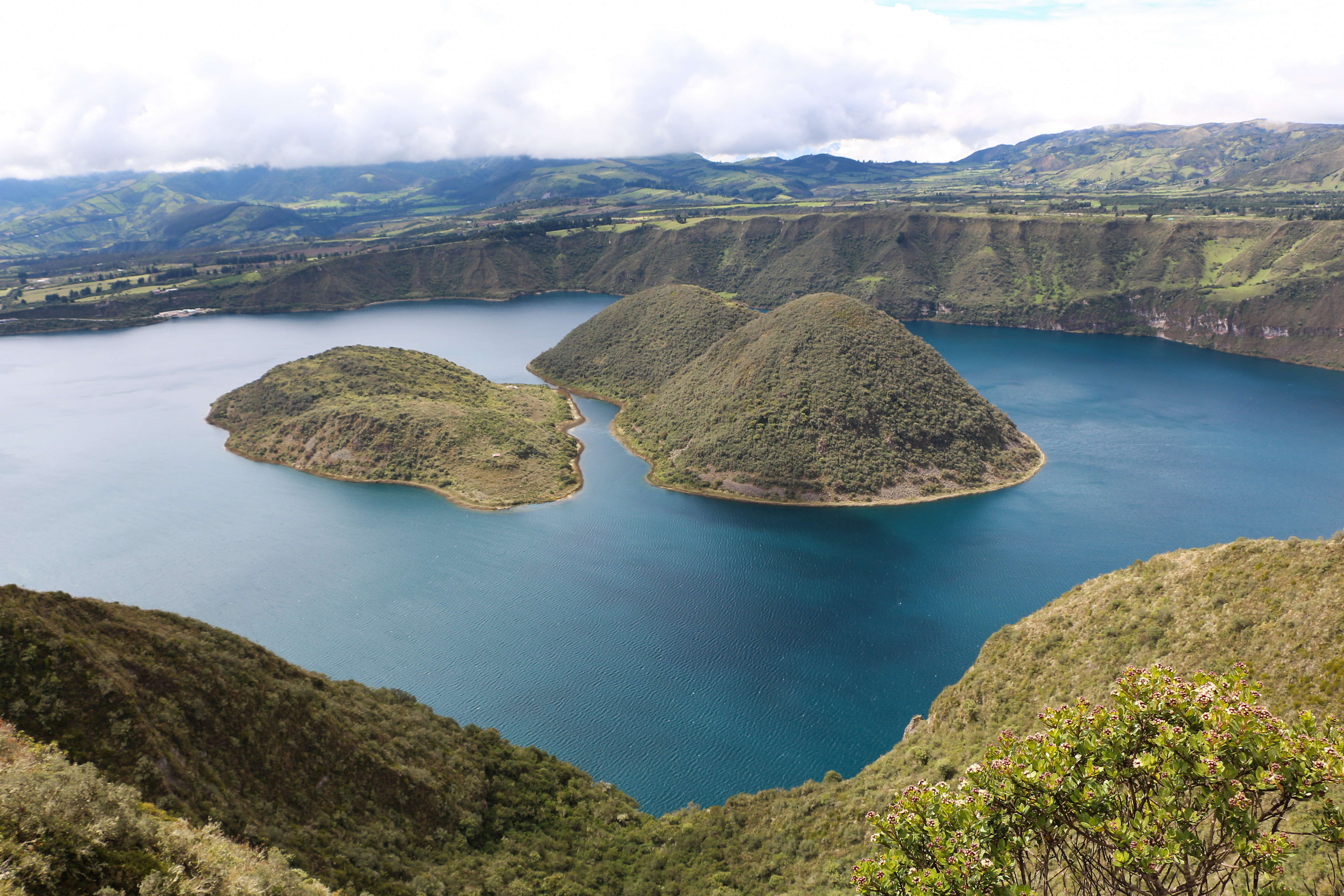
La laguna de Cuicocha, donde sucedieron los hechos, y en la cual su isla pequeña llevaría su nombre.

Al cumplir los 23 años de edad y estrenando su flamante título, el mundo le abrió de par en par sus puertas. Fue así como su afición por la «farra», la guitarra, las compañías poco recomendables, la lectura de libros prohibidos y la presencia de bellas mujeres a cuyos encantos no pudo resistirse, lo llevaron a principios de noviembre de 1844 —junto a varios amigos y señoritas— a un paseo a conocer la laguna de Cuicocha, en la provincia de Imbabura.
Se encontraron dos balsas de totora, una vieja y otra nueva, esta última fue tomada por la mayoría que se embarcaron en busca de la intimidad que les proporcionaría la pequeña isla situada en el centro de la laguna. Yerovi y un compañero se quedaron en la orilla pero arrepentidos tomaron la balsa vieja y consiguieron llegar a la isla. Su compañero saltó primero y sin querer la empujó, que por su antigüedad empezó a desbaratarse. Yerovi cayó entonces a las heladas aguas, y a pesar de estar relativamente cerca de la orilla no pudo alcanzarla, pues no sabía nadar, hasta que lo rescataron aterrado con el rostro desencajado y sin poder articular palabra.

«Ante la perspectiva de la muerte, grita pidiendo auxilio. Se acerca a socorrerle la otra balsa: pero a la media luz de las aguas teñidas de rojo por los rayos del sol moribundo, que se ha puesto ya en el horizonte, cree ver el fuego justiciero con que Dios castiga al ángel y al hombre que violan su ley».
Wilfrido Loor

### Sacerdocio
Al día siguiente dio por terminado el paseo y regresó a Quito “decidido a abrazar el estado religioso para salvar su alma”. Su padre se opuso, pero no le importó, porque encontró apoyo en su madre “que convino gustosamente en su ordenación”.

«No pudiendo resistir al interior impulso que lo lleva a Dios, secretamente advertido y con el consentimiento de sus padres, se retira por seis meses a una hacienda en donde, entregado al silencio, la oración y los sagrados estudios, examina y prueba su divina vocación».
Fr. Antonio Luzuriaga OFM

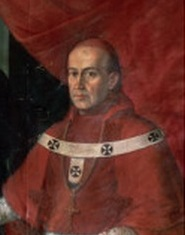
El obispo Nicolás de Arteta y Calisto, quién le concedió la ordenación de subdiácono, diácono y sacerdotal.

En 1845 pidió al obispo Nicolás de Arteta y Calisto el ingreso al sacerdocio y éste le contestó que sería de insigne beneficio a la iglesia. Hechos los ejercicios espirituales y rendido el examen sinodal fue ordenado subdiácono, diácono el 29 de mayo de 1845, y a los dos días, el 31 de mayo, fue ordenado sacerdote.
El 17 de enero de 1846 fue enviado a Guano en calidad de cura ad interim, pero cuatro meses más tarde, debido a una grave afección que sufrió a la vista tuvo que renunciar al cargo y viajó a Quito en busca de recuperación. En la capital atendió a la redacción del periódico de la curia "El Monitor Eclesiástico", y encabezó la terna para llenar la vacante del cura párroco de Pomasqui; población a la que se trasladó a mediados de febrero de 1847 en compañía de su hermano Antonio. Permaneció hasta febrero del año siguiente, en el que fue nombrado capellán del convento de las Conceptas de Ibarra.
Su principal encargo consistió en reorganizar y corregir el monasterio y guiar a las monjas del mismo por el verdadero camino de su vocación. Allí, con suave energía y dulzura trabajó para poner fin a costumbres poco edificantes en el claustro, que escandalizan al pueblo.
En 1850 obtuvo una de las dos diputaciones suplentes por la provincia de Imbabura en la Convención constituyente; actuando como sustituto de Marco Espinel. Como diputado, sus biógrafos exponen que la mayor conquista legislativa fue conseguir que el día de la Inmaculada Concepción fuere declarado fiesta de primera clase en la República.
Regresó a Ibarra y allí le sorprendió gratamente un grupo de jesuitas que habían sido traídos por el presidente Diego Noboa luego de su expulsión de Nueva Granada.
Fue nombrado subsecretario de la curia, por el recién nombrado arzobispo Francisco Xavier de Garaycoa, a mediados de 1852. Al poco tiempo, y por petición del arzobispo Garaycoa, el papa Pío IX lo designó vicario apostólico de Guayaquil. A mediados de febrero de 1853 se puso en marcha y el 9 de marzo asumió el cargo.

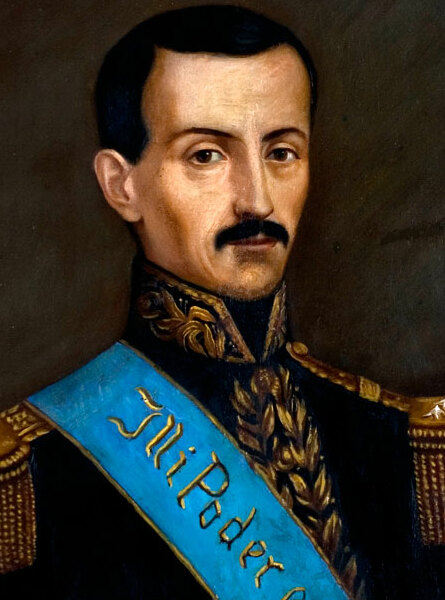
El general José María Urbina y Viteri, con quien Yerovi tuvo problemas en el vicariato apostólico de Guayaquil.

Había empezado a poner los cimientos de la reforma, cuando tuvo problemas con el gobierno del general José María Urbina y Viteri, que lo obligó a presentar en dos ocasiones su renuncia al vicariato, escribiendo: por motivos de conciencia y deseos de mirar por el decoro de la autoridad eclesiástica.

#### Vida religiosa
A fines de marzo de 1854 se embarcó en un velero y abandonó Guayaquil con destino a Tumaco, donde desembarcó para seguir viaje a pie hasta Pasto (Colombia), con el propósito de ingresar al oratorio de los Padres filipenses, en la cual fue admitido como en calidad de huésped.
En octubre de 1856, ingresó al Colegio de María de los Ángeles de Lima donde realizó su primera profesión de votos religiosos en la Orden Franciscana y recibió varias comisiones para practicar visitas.
A mediados de 1861, la situación política de la Confederación Granadina vivía momentos de gran agitación debido al golpe de Estado que llevó al poder al general Tomás Cipriano de Mosquera. Quiso entonces viajar al Perú, pero los puertos estaban muy controlados por miembros del ejército de Mosquera, quien también pretendía intervenir en los asuntos eclesiásticos. En estas circunstancias prefirió dirigirse a Cali, donde tocó las puertas del convento de San Joaquín con el ánimo de adoptar el hábito franciscano.
La represión por parte del gobierno de Mosquera, que sufrían ciertas comunidades religiosas hizo que Yerovi sea desterrado a Lima, donde completó su noviciado y fue admitido en la Orden Franciscana. En el convento, trabó amistad con fray José María Masiá y Vidiella, futuro obispo de Loja.
La diócesis de Ibarra fue erigida el 29 de diciembre de 1862, y necesitaba en esa época de un administrador apostólico de elevadas cualidades espirituales. Gracias a las gestiones del delegado apostólico Francesco Tavani, y la buena predisposición del presidente Gabriel García Moreno, fue designado para el cargo. El 24 de agosto de 1865 se embarcó en el puerto de Callao con destino a Guayaquil, desde donde continuó viaje a pie hacia Quito. En dicha ciudad permaneció varios días visitando a su familia, y luego continuó hacia Ibarra, a donde llegó en la lluviosa noche del 3 de noviembre. Luego de cumplir con los trámites de rigor, el 10 de noviembre tomó posesión de su nuevo cargo.

«No duró un año su administración; pero dejó una estela de luz vivísima, perfume perenne y celestial, sabor divino. La diócesis necesitaba comenzar así; pobre en bienes materiales, rica en los del espíritu, poderosa en influencia de santidad, ubicua en servicio a las almas».
Julio Tobar Donoso

### Episcopado

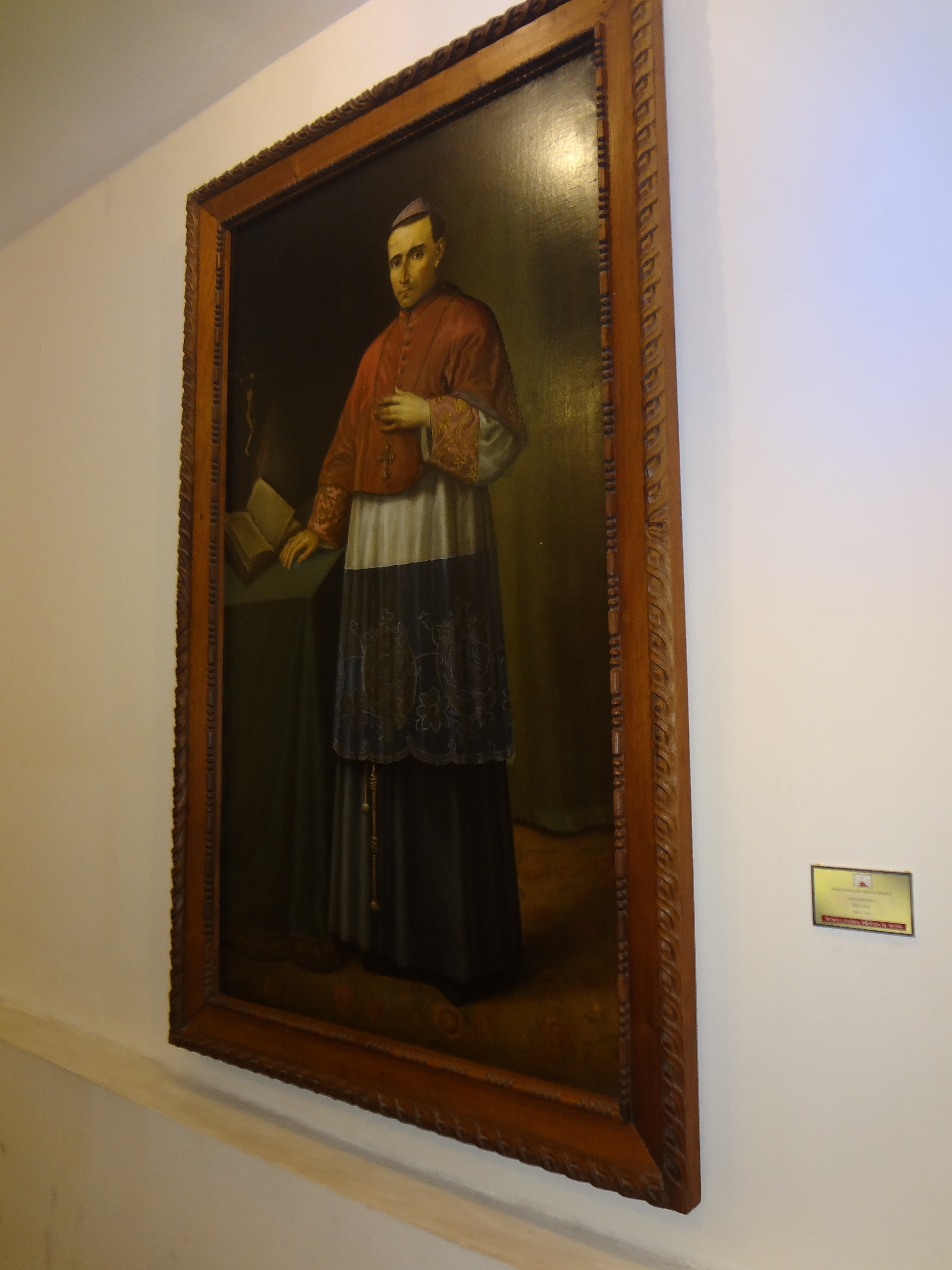
Retrato del obispo Yerovi en el museo de la Catedral de Quito.

El 25 de septiembre de 1865, el papa Pío IX lo nombró obispo in partibus infidelium de Cydonia y arzobispo coadjutor de Quito; las bulas se expidieron el 7 de octubre siguiente. Dicho nombramiento le fue entregado en enero de 1866, y lo conminaba además a que, a la brevedad posible, se traslade a Quito y se encargue del gobierno eclesiástico de dicha ciudad. A pesar de la presión tuvo que demorar algunos meses su viaje debido a que tenía que cumplir varios trámites de orden administrativo; pero, no pudiendo retrasar más su partida, el 20 de junio de ese mismo año, abandonó para siempre su muy amada ciudad de Ibarra.

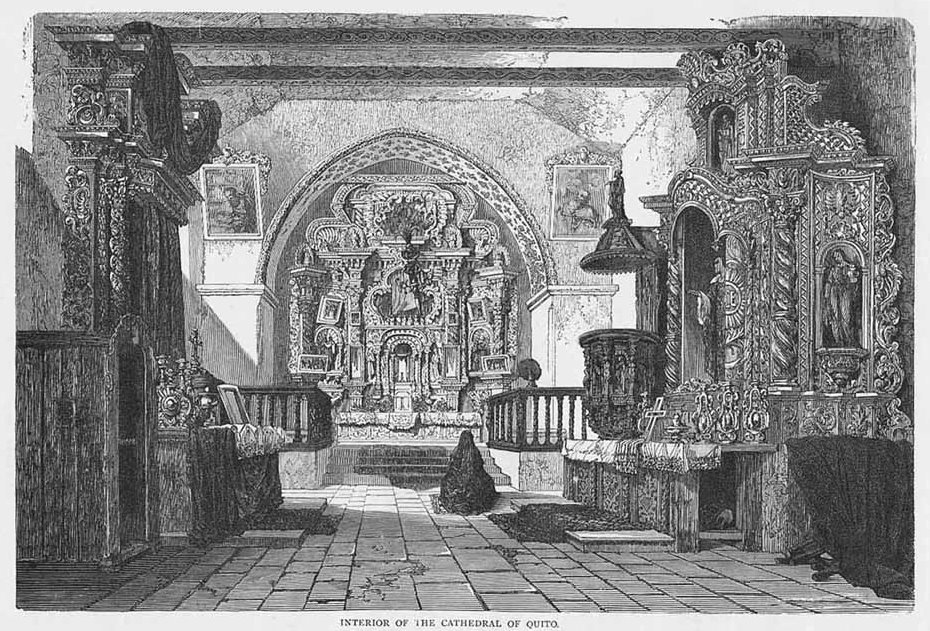
Interior de la Catedral de Quito en el, donde fue ordenado sacerdote, arzobispo y en la que fue enterrado el arzobispo Yerovi.

Fue consagrado el 5 de agosto de 1866, en la Catedral de Quito, a manos del arzobispo José Ignacio Checa y Barba. En la ceremonia estuvo presente el presidente Jerónimo Carrión, autoridades civiles y religiosas, el cuerpo diplomático y de una enorme multitud que colmaba las naves de seo quiteña.
El 2 de abril de 1867, aceptada la renuncia de José María Riofrío, pasó automáticamente a ser arzobispo de Quito.

Moriré antes de la toma de posesión del Arzobispado. Dios me llama y me enterrarán con el Palio.

## Fallecimiento
En junio de 1867 cayó gravemente enfermo de una posible tuberculosis, debido a los ayunos, sacrificios, silicios y penitencias a los que se había sometido durante toda su vida; habían debilitado su salud, y su cuerpo no pudo resistir tanto trabajo y esfuerzos.

El día 19, luego de reconciliarse pidió que le cantaran el «Te Deum», y al amanecer del día siguiente, 20 de junio de 1867, después de recibir la comunión, falleció; dejando gran constancia de su trabajo por el bien de la Iglesia en el Ecuador y América del Sur.

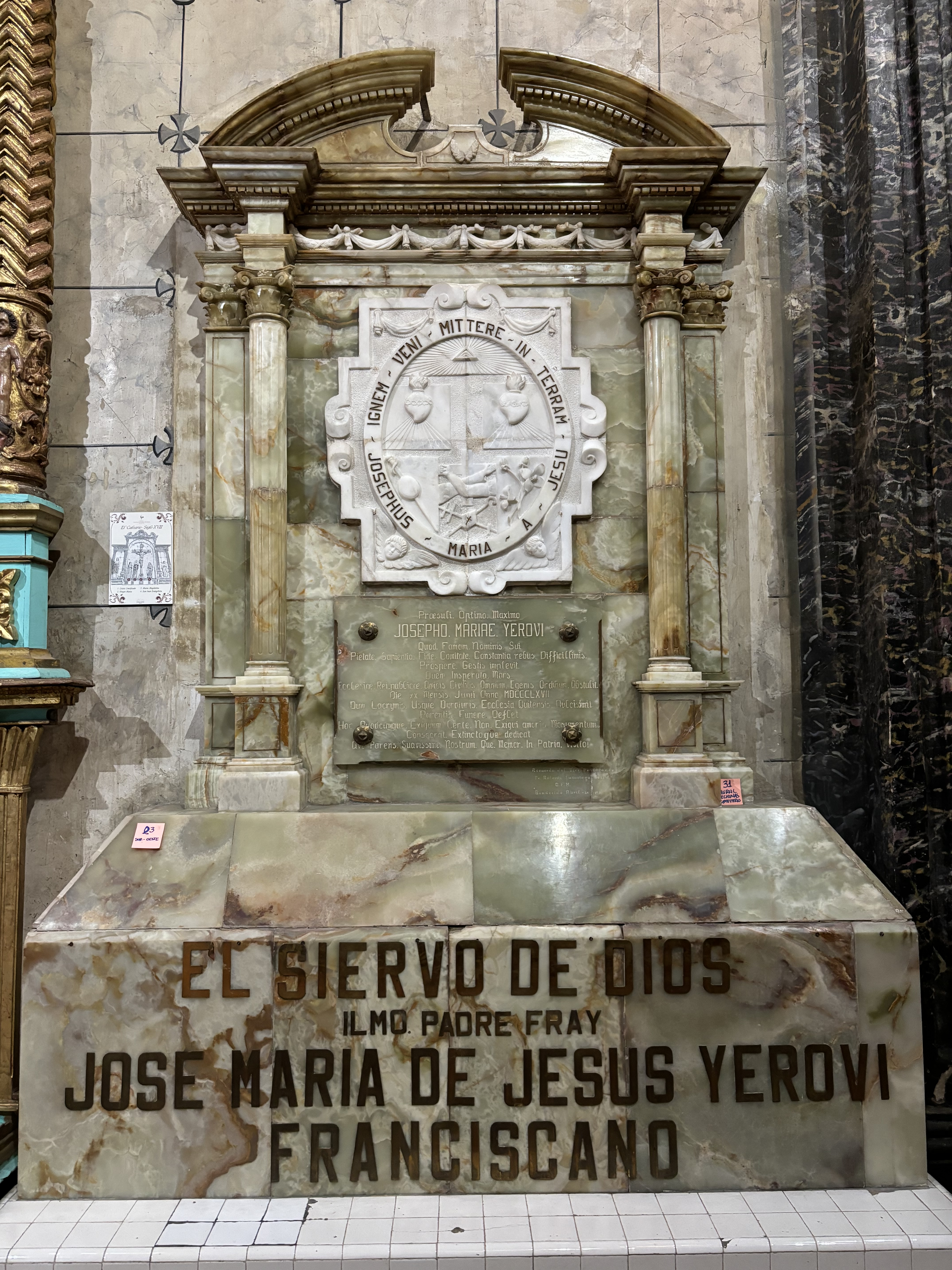
Mausoleo de José María Yerovi en la Capilla de las Almas, Catedral Metropolitana de Quito.

Su cuerpo fue velado durante tres días en el Palacio arzobispal, donde una multitud impresionante se congregó. Incluso, Juan Montalvo participó como amigo cercano de los hermanos del arzobispo.

«Los dos o tres días que pasó expuesto el cadáver en la Capilla del Palacio, el concurso de gentes fue inmenso a todas horas, y la traslación a la Catedral para las exequias, que se celebraron el sábado 22, no fue un cortejo fúnebre, sino la apoteosis de un santo».
Escalante

### Fama de santidad
El papa Pío IX, apenas tuvo conocimiento de su muerte, ordenó que se exhumara el cadáver para imponerle el palio arzobispal. Para cumplir con tal disposición, el 5 de marzo de 1869, casi dos años después de su fallecimiento, su sucesor, José Ignacio Checa y Barba, ordenó la exhumación del cuerpo de Yerovi. Con gran pompa, el cuerpo fue colocado en la Catedral, sentado en un sillón y revestido con las vestiduras e insignias pontificales, incluyendo el palio, símbolo del arzobispado. Milagrosamente, y para el regocijo de la Iglesia y de todos los fieles, el cadáver se mantenía sorprendentemente flexible, sin mostrar ningún signo de descomposición.
Su fama de santidad y las peticiones de los fieles llevaron a que, ochenta y siete años después de su fallecimiento, se iniciara el proceso de su beatificación. El 13 de junio de 1947, su causa fue introducida en Roma.
En 1954, el primer cardenal de Ecuador y sucesor de Yerovi, Carlos María Javier de la Torre, autorizó la apertura de su tumba. Para sorpresa de todos, el cadáver permanecía intacto, tal como el día de su sepultura. Sus restos reposan a pocos pasos, al lado derecho del Calvario, en la capilla de las Almas de la Catedral.

## Ancestros
| \| \| \| \| \| \| \| \| \| \| \| \| \| \| \| \| \| \| \| \| 16. Martín Yerovi \| \| \| \| \| \| \| \| \| \| \| \| \| \| \| \| \| \| \| \| \| \| \| \| \| \| \| \| \| \| \| \| \| \| \| \| \| \| \| \| \| \| \| \| \| \| \| \| \| \| \| \| \| \| 8. Martín Yerovi \| \| \| \| \| \| \| \| \| \| \| \| \| \| \| \| \| \| \| \| \| \| \| \| \| \| \| \| \| \| \| \| \| \| \| \| \| \| \| \| \| \| \| \| \| \| \| \| \| \| \| \| \| \| 17. Desconocida Abad de Hinojosa \| \| \| \| \| \| \| \| \| \| \| \| \| \| \| \| \| \| \| \| \| \| \| \| \| \| \| \| \| \| \| \| \| \| \| \| \| \| \| \| \| \| \| \| \| \| \| \| \| \| \| \| \| \| 4. Felipe Yerovi \| \| \| \| \| \| \| \| \| \| \| \| \| \| \| \| \| \| \| \| \| \| \| \| \| \| \| \| \| \| \| \| \| \| \| \| \| \| \| \| \| \| \| \| \| \| \| \| \| \| \| \| \| \| 18. Manuel Freire \| \| \| \| \| \| \| \| \| \| \| \| \| \| \| \| \| \| \| \| \| \| \| \| \| \| \| \| \| \| \| \| \| \| \| \| \| \| \| \| \| \| \| \| \| \| \| \| \| \| \| \| \| \| 9. Josefa Joaquina Antonia Freire \| \| \| \| \| \| \| \| \| \| \| \| \| \| \| \| \| \| \| \| \| \| \| \| \| \| \| \| \| \| \| \| \| \| \| \| \| \| \| \| \| \| \| \| \| \| \| \| \| \| \| \| \| \| 19. María Luisa Ormaza \| \| \| \| \| \| \| \| \| \| \| \| \| \| \| \| \| \| \| \| \| \| \| \| \| \| \| \| \| \| \| \| \| \| \| \| \| \| \| \| \| \| \| \| \| \| \| \| \| \| \| \| \| \| 2. José Gregorio Joaquín Yerovi \| \| \| \| \| \| \| \| \| \| \| \| \| \| \| \| \| \| \| \| \| \| \| \| \| \| \| \| \| \| \| \| \| \| \| \| \| \| \| \| \| \| \| \| \| \| \| \| \| \| \| \| \| \| 5. Petrona Camacho Flores \| \| \| \| \| \| \| \| \| \| \| \| \| \| \| \| \| \| \| \| \| \| \| \| \| \| \| \| \| \| \| \| \| \| \| \| \| \| \| \| \| \| \| \| \| \| \| \| \| \| \| \| \| \| 1. José María Yerovi \| \| \| \| \| \| \| \| \| \| \| \| \| \| \| \| \| \| \| \| \| \| \| \| \| \| \| \| \| \| \| \| \| \| \| \| \| \| \| \| \| \| \| \| \| \| \| \| \| \| \| \| \| \| 6. Agustín Pintado Betancourt \| \| \| \| \| \| \| \| \| \| \| \| \| \| \| \| \| \| \| \| \| \| \| \| \| \| \| \| \| \| \| \| \| \| \| \| \| \| \| \| \| \| \| \| \| \| \| \| \| \| \| \| \| \| 3. Josefa Pintado \| \| \| \| \| \| \| \| \| \| \| \| \| \| \| \| \| \| \| \| \| \| \| \| \| \| \| \| \| \| \| \| \| \| \| \| \| \| \| \| \| \| \| \| \| \| \| \| \| \| \| \| \| \| 14. Desconocido Fajardo \| \| \| \| \| \| \| \| \| \| \| \| \| \| \| \| \| \| \| \| \| \| \| \| \| \| \| \| \| \| \| \| \| \| \| \| \| \| \| \| \| \| \| \| \| \| \| \| \| \| \| \| \| \| 7. Rosa María Fajardo \| \| \| \| \| \| \| \| \| \| \| \| \| \| \| \| \| \| \| \| \| \| \| \| \| \| \| \| \| \| \| \| \| \| \| \| \| \| \| \| \| \| \| \| \| \| \| \| \| \| \| \| \| \| 15. Desconocida Camacho Flores \| \| \| \| \| \| \| \| \| \| \| \| \| \| \| \| \| \| \| \| \| \| \| \| \| \| \| \| \| \| \| \| \| \| \| \| \| \| \| \| \| \| \| \| \| \| \| \| \| \| \| \| |                                   |  |  |  |  |  |  |  |  |  |  |  |  |  |  |  |
| |                                   |  |  |  |  |  |  |  |  |  |  |  |  |  |  |  |
| | 16. Martín Yerovi                 |  |  |  |  |  |  |  |  |  |  |  |  |  |  |  |
| |                                   |  |  |  |  |  |  |  |  |  |  |  |  |  |  |  |
| |                                   |  |  |  |  |  |  |  |  |  |  |  |  |  |  |  |
| | 8. Martín Yerovi                  |  |  |  |  |  |  |  |  |  |  |  |  |  |  |  |
| |                                   |  |  |  |  |  |  |  |  |  |  |  |  |  |  |  |
| |                                   |  |  |  |  |  |  |  |  |  |  |  |  |  |  |  |
| | 17. Desconocida Abad de Hinojosa  |  |  |  |  |  |  |  |  |  |  |  |  |  |  |  |
| |                                   |  |  |  |  |  |  |  |  |  |  |  |  |  |  |  |
| |                                   |  |  |  |  |  |  |  |  |  |  |  |  |  |  |  |
| | 4. Felipe Yerovi                  |  |  |  |  |  |  |  |  |  |  |  |  |  |  |  |
| |                                   |  |  |  |  |  |  |  |  |  |  |  |  |  |  |  |
| |                                   |  |  |  |  |  |  |  |  |  |  |  |  |  |  |  |
| | 18. Manuel Freire                 |  |  |  |  |  |  |  |  |  |  |  |  |  |  |  |
| |                                   |  |  |  |  |  |  |  |  |  |  |  |  |  |  |  |
| |                                   |  |  |  |  |  |  |  |  |  |  |  |  |  |  |  |
| | 9. Josefa Joaquina Antonia Freire |  |  |  |  |  |  |  |  |  |  |  |  |  |  |  |
| |                                   |  |  |  |  |  |  |  |  |  |  |  |  |  |  |  |
| |                                   |  |  |  |  |  |  |  |  |  |  |  |  |  |  |  |
| | 19. María Luisa Ormaza            |  |  |  |  |  |  |  |  |  |  |  |  |  |  |  |
| |                                   |  |  |  |  |  |  |  |  |  |  |  |  |  |  |  |
| |                                   |  |  |  |  |  |  |  |  |  |  |  |  |  |  |  |
| | 2. José Gregorio Joaquín Yerovi   |  |  |  |  |  |  |  |  |  |  |  |  |  |  |  |
| |                                   |  |  |  |  |  |  |  |  |  |  |  |  |  |  |  |
| |                                   |  |  |  |  |  |  |  |  |  |  |  |  |  |  |  |
| | 5. Petrona Camacho Flores         |  |  |  |  |  |  |  |  |  |  |  |  |  |  |  |
| |                                   |  |  |  |  |  |  |  |  |  |  |  |  |  |  |  |
| |                                   |  |  |  |  |  |  |  |  |  |  |  |  |  |  |  |
| | 1. José María Yerovi              |  |  |  |  |  |  |  |  |  |  |  |  |  |  |  |
| |                                   |  |  |  |  |  |  |  |  |  |  |  |  |  |  |  |
| |                                   |  |  |  |  |  |  |  |  |  |  |  |  |  |  |  |
| | 6. Agustín Pintado Betancourt     |  |  |  |  |  |  |  |  |  |  |  |  |  |  |  |
| |                                   |  |  |  |  |  |  |  |  |  |  |  |  |  |  |  |
| |                                   |  |  |  |  |  |  |  |  |  |  |  |  |  |  |  |
| | 3. Josefa Pintado                 |  |  |  |  |  |  |  |  |  |  |  |  |  |  |  |
| |                                   |  |  |  |  |  |  |  |  |  |  |  |  |  |  |  |
| |                                   |  |  |  |  |  |  |  |  |  |  |  |  |  |  |  |
| | 14. Desconocido Fajardo           |  |  |  |  |  |  |  |  |  |  |  |  |  |  |  |
| |                                   |  |  |  |  |  |  |  |  |  |  |  |  |  |  |  |
| |                                   |  |  |  |  |  |  |  |  |  |  |  |  |  |  |  |
| | 7. Rosa María Fajardo             |  |  |  |  |  |  |  |  |  |  |  |  |  |  |  |
| |                                   |  |  |  |  |  |  |  |  |  |  |  |  |  |  |  |
| |                                   |  |  |  |  |  |  |  |  |  |  |  |  |  |  |  |
| | 15. Desconocida Camacho Flores    |  |  |  |  |  |  |  |  |  |  |  |  |  |  |  |
| |                                   |  |  |  |  |  |  |  |  |  |  |  |  |  |  |  |
| |                                   |  |  |  |  |  |  |  |  |  |  |  |  |  |  |  |

## Reconocimientos
Por su experiencia en la laguna de Cuicocha y su magistral trayectoria, la pequeña isla en la que sucedieron los hechos de su juventud, fue bautizada en honor a su nombre.